# デヴィッド・ロバート・ミッチェル
デヴィッド・ロバート・ミッチェル（David Robert Mitchell、1974年10月19日 - ）は、アメリカ合衆国の映画監督、脚本家である。2014年、雑誌『Complex』によって「商業的な成功を収める可能性がある10人の有望な映画監督」の1人に選ばれた。

## 経歴
1974年10月19日、ミシガン州クロウソンに生まれる。フロリダ州立大学を卒業した。ウェイン州立大学で学んだのち、カリフォルニア州ロサンゼルスへ移り住んだ彼は、長年にわたり、映画のコマーシャルや予告編の編集を手がけた。
2010年、『アメリカン・スリープオーバー』で長編映画監督デビューを果たす。2014年にマイカ・モンロー主演の『イット・フォローズ』、2018年にアンドリュー・ガーフィールド主演の『アンダー・ザ・シルバーレイク』を監督した。

## フィルモグラフィー

### 長編映画
- アメリカン・スリープオーバー The Myth of the American Sleepover （2010年） - 監督・脚本
- イット・フォローズ It Follows （2014年） - 監督・脚本・製作
- アンダー・ザ・シルバーレイク Under the Silver Lake （2018年） - 監督・脚本・製作

### 短編映画
- Virgin （2002年） - 監督・脚本